# Charles Lecocq

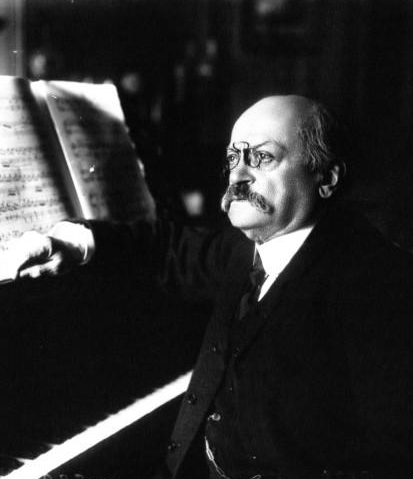
Charles Lecocq

Alexandre Charles Lecocq (* 3. Juni 1832 in Paris; † 24. Oktober 1918 ebenda) war ein französischer Operettenkomponist.

## Leben
Lecocq stammte als eins von fünf Kindern aus einer armen Familie. Er war seit seiner Kindheit behindert und auf Krücken angewiesen. Ab 1849 studierte er gleichzeitig mit Bizet und Saint-Saëns am Pariser Konservatorium Harmonielehre bei Bazin, Komposition bei Halévy und – trotz seiner Behinderung nicht ohne Erfolg – Orgel bei Benoist. Die musikalische Öffentlichkeit wurde erstmals auf Lecocq aufmerksam, als er in einem 1856 von Offenbach ausgeschriebenen Wettbewerb zusammen mit Bizet den ersten Preis für die Operette Le docteur Miracle errang. Dieser Preis bestimmte seinen weiteren Werdegang, verschrieb sich Lecocq von da an doch dem leichten und gefälligen musikalischen Genre. Sein größter Erfolg wurde die Operette La Fille de Madame Angot, die bis heute ein Klassiker des Operettenrepertoires ist.
Insgesamt schrieb Lecocq mehr als 50 Operetten und über 100 Lieder.
Lecocqs Musik ist melodienreich und gefällig. Sie richtete sich nach dem jeweiligen musikalischen Geschmack. In ihr finden sich theatralische Effekte ebenso wie ausgeprägte lyrische Partien. Einige seiner anspruchsvolleren Operetten nannte Lecocq selbst opéras comiques.

## Werke (Auswahl)
- Le Docteur miracle, 1857
- La fleur du thé, 1868
- Les Cent Vierges, 1872
- La Fille de Madame Angot, Paris und London, 1873
- Giroflé-Girofla, Brüssel 1874
- Les Prés Saint-Gervais, Paris und London, 1874
- La Petite Mariée, Paris, 1875
- Le Petit Duc, Paris und London 1878
- La Camargo (Libretto: Eugène Leterrier und Albert Vanloo), opéra comique 3 Akte (20. Nov. 1878 Paris, Théâtre Renaissance)
- La Petite Mademoiselle, Paris, 1879
- Le Jour et la Nuit, Paris, 1881
- Le Coeur et la main, Paris, 1882
- La Princesse des Canaries, Paris, 1883